# الرياضة في مصر
تقع مسؤولية إدارة الرياضة في مصر بشتى مجالاتها على عاتق وزارة الدولة للرياضة ، وتعتبر لعبة كرة القدم هي اللعبة الشعبية الأولى في مصر، بالإضافة إلى أن هناك حضور مصري عالمي في العديد من الرياضات الأخرى ولكنها ذات شعبية أقل من كرة القدم، ككرة اليد، والإسكواش وكرة السلة ورفع الأثقال. وقد احتلت مصر الرتبة الأولي عالميا في الإسكواش بلاعبيها العالميين رامي عاشور وعمرو شبانة، كما أن مصر أنشأت لعبة رياضة جديدة وهي كرة السرعة التي أنشأها محمد حسين لطفي.
وتُشارك مصر كذلك في الألعاب الأولمبية بأنواعها، حيث يبدأ التاريخ الأوليمبي لمصر عام 1910 عندما انضمت مصر إلى اللجنة الأولمبية الدولية لتصبح الدولة الرابعة عشر في اللجنة. وتشارك مصر بشكل دائم في دورة الألعاب الأولمبية الصيفية ودورة ألعاب البحر المتوسط ودورة الألعاب العربية ودورة الألعاب الأفريقية، يعد المصارع المصري كرم جابر أشهر اللاعبين الأوليمبيين في الفترة الأخيرة حيث أحرز الميدالية الذهبية في أولمبياد أثينا 2004 والفضية في أوليمبياد لندن 2012، تحتفل مصر في 3 مارس من كل عام بعيد الرياضة المصرية.

## كرة القدم
تأسس الاتحاد المصري لكرة القدم عام 1921م وانضم بعد ذلك للاتحاد الدولي لكرة القدم عام 1923م لتكون مصر أول دولة عربية وإفريقية تنضم للاتحاد الدولي لكرة القدم، كما تعتبر مصر أحد المؤسسين للاتحاد الأفريقي لكرة القدم وذلك عام 1957م، يمثل مصر دوليًا «منتخب مصر لكرة القدم» والذي يعد أول فريق أفريقي يلعب في كأس العالم عام 1934، - وقد شارك منتخب مصر في نهائيات كأس العالم لكرة القدم في ثلاثة مناسبات وذلك أعوام (1934 - 1990 - 2018) وهو صاحب أكثر عدد مرات فوز ببطولة كأس الأمم الأفريقية لكرة القدم فقد نالها سبعة مرات آخرها عام (2010) بأنجولا، وفي 2010 وصل المنتخب المصري في تصنيف الفيفا إلى المركز التاسع عالميًا.
الناديان الأكثر شعبية هما النادي الأهلي المصري ونادي الزمالك، ويليهم عدد من الأندية في شتى المحافظات لهم شعبية جماهيرية كبيرة مثل الاتحاد السكندري والاسماعيلي والمصري البورسعيدي والشرقية وغزل المحلةوغيرهم.
النادي الأهلي المصري هو أكثر الفرق فوزًا بالبطولات الأفريقية للأندية أبطال الدوري برصيد عشر بطولات يليه نادي الزمالك برصيد خمس بطولات بالإضافة إلى بطولة وحيدة لنادي الإسماعيلي، ويعد نادي الزمالك هو أول فريق مصري يتأهل لبطولة كأس العالم للأندية التي كان من المقرر إقامتها في اسبانيا ولكنها الغيت دون ان تقام أية مباراة، كما فاز الأهلي بالمركز الثالث في كأس العالم للأندية باليابان والتي تأهل لها خمسة مرات.
يعد نادي السكة الحديد هو أقدم الأندية المصرية لكرة القدم حيث تم تأسيسه عام 1903 ثم تلاه الأولمبي الذي تأسس عام 1905 بالإسكندرية ويعد عميد أندية الدورى العام الممتاز المصري وقد حصل على الدورى المصري في العام 1966 وأصبح أول نادى يخرج بطولة الدورى العام خارج العاصمة (القاهرة) وأول الأندية المصرية مشاركة في بطولة إقريقيا للأندية أبطال الدورى وانسحب من دور الـ8 لظروف نكسة 67 كما فاز بكأس مصر مرتين عامى 1933 و1934 ويعد ناديي السكة والأوليمبى هما أقدم ناديين في القارة الإفريقية كلها.

## الاسكواش
وهي أيضا من الرياضات التي تفوقت فيها مصر، حيث استطاع المنتخب المصري الحصول على بطولة العالم لفرق الاسكواش 4 مرات في 1999-2009-2011-2017، وكذلك الوصيف 3 مرات والمركز الثالث 3 مرات وقد حصل اللاعب المصري عمرو شبانة هو بطل العالم في الأسكواش، وكذلك المنتخب النسائي حصل على بطولة العالم 4 مرات في 2012-2008-2016-2018 وحصلت اللاعبة رنيم الوليلي على لقب بطلة العالم للاسكواش للسيدات.

## كرة اليد
تعتبر مصر من أهم الدول تفوقا في رياضة كرة اليد وهذا على المستويين الدولي والمحلي، فقد ظهر منتخب مصر لكرة اليد في بطولة العالم 9 مرات، ويعتبر أهم ظهور للمنتخب المصري في هذه البطولة عام 2001 حيث استطاع الوصول للمربع الذهبي، وفي بطولة أفريقيا حاز على البطولة في 7 مرات آخرهم في 2020.
ومن حيث ظهور الأندية على المستوى الدولي فقد فاز نادي الزمالك بالنسخة الأولى والثانية على التوالي في بطولة دوري أبطال أفريقيا، بالإضافة إلى أن نادي الزمالك هو أكثر الأندية الأفريقية حصولا على بطولة دوري أبطال أفريقيا بعدد 12 لقب يليه نادي مولودية الجزائر الحائز علي 11 لقب، ويليهم النادي الأهلي المصري بحصوله على 5 ألقاب بالإضافة لحصول نادي بورسعيد على لقب وحيد.

## كرة السلة
بدأ انتشار لعبة كرة السلة في مصر عن طريق الجامعة الأمريكية وجمعية الشبان المسيحية بالقاهرة، ثم انتشرت في الإسكندرية عن طريق مدارس الليسيه الفرنسية. وقد كان هناك هيئتان تديران اللعبة حيث القانون الفرنسي يدير اللعبة في الإسكندرية، والقانون الأمريكي يدير اللعبة في القاهرة.
وفي عام 1925 تم تأسيس منطقة القاهرة لكرة السلة، ثم بعد ذلك تأسس الإتحاد المصرى لكرة السلة وذلك عام 1930 من أربع مناطق وهي القاهرة والإسكندرية وأسيوط وبورسعيد، وفي عام 1932 انضم الاتحاد المصرى لكرة السلة إلى الاتحاد الدولى.
تطورت اللعبة بعد ذلك وانتشرت في المدارس والهيئات والمؤسسات والجامعات وأندية الجاليات الأجنبية بمصر، وكل هؤلاء قاموا بتنظيم مسابقات للدوري فيما بينهم للرجال والسيدات.
وفاز فريق الحرس الملكى لكرة السلة والذي كان يدربه المدرب الفرنسي لويس ليمبور مدرب الأمير فاروق الأول ولي عهد مصر في ذلك الوقت ببطولة مصر في أول مسابقة نظمها الاتحاد.

## ألعاب أخرى
هناك ألعاب شعبية أخرى مثل التنس والملاكمة والمصارعة الرومانية وفي أولمبياد أثينا عام 2004، حصل اللاعب المصري كرم جابر على ميدالية ذهبية في المصارعة الرومانية ، وهي أول ميدالية ذهبية أولمبية تحصل عليها مصر منذ عام 1948 كما حصلت مصر على عدة ميداليات في الملاكمة وعلى الميدالية البرونزية في التايكوندو وفي نفس الأولمبياد وكذلك برونزية العالم في التايكوندو في بطولة بيكين.